# ISO 3166-2:NO
ISO 3166-2:NO — стандарт Международной организации по стандартизации, который определяет геокоды. Является подмножеством стандарта ISO 3166-2, относящимся к Норвегии. Стандарт охватывает 19 фюльке Норвегии и острова Шпицберген, Ян-Майен. Каждый геокод состоит из двух частей: кода Alpha2 по стандарту ISO 3166-1 для Норвегии — NO и дополнительного кода, записанных через дефис. Дополнительный код образован двухсимвольным числом. Геокоды фюльке Норвегии являются подмножеством кодов домена верхнего уровня — NO, присвоенного Норвегии в соответствии со стандартами ISO 3166-1.
Текущий код страны последний раз обновлялся 24 ноября 2020 года.

## Геокоды Норвегии

Геокоды фюльке Норвегии, архипелага Шпицберген и острова Ян-Майен
по стандарту ISO 3166-2:NO

### После 24 ноября 2020 года
| Геокод | Административная единица | Статус    |
| ------ | ------------------------ | --------- |
| NO-03  | Осло                     | фюльке    |
| NO-11  | Ругаланн                 | фюльке    |
| NO-15  | Мёре-ог-Ромсдал          | фюльке    |
| NO-18  | Нурланн                  | фюльке    |
| NO-21  | Шпицберген               | архипелаг |
| NO-22  | Ян-Майен                 | остров    |
| NO-30  | Викен                    | фюльке    |
| NO-34  | Иннландет                | фюльке    |
| NO-38  | Вестфол-ог-Телемарк      | фюльке    |
| NO-42  | Агдер                    | фюльке    |
| NO-46  | Вестланн                 | фюльке    |
| NO-50  | Трёнделаг                | фюльке    |
| NO-54  | Тромс-ог-Финнмарк        | фюльке    |

### До 24 ноября 2020 года
Геокоды Шпицбергена, Ян-Майена и 19 фюльке административно-территориального деления Норвегии.
| Геокод | Административная единица | Статус    |
| ------ | ------------------------ | --------- |
| NO-02  | Акерсхус                 | фюльке    |
| NO-06  | Бускеруд                 | фюльке    |
| NO-07  | Вестфолл                 | фюльке    |
| NO-10  | Вест-Агдер               | фюльке    |
| NO-15  | Мёре-ог-Ромсдал          | фюльке    |
| NO-17  | Нур-Трёнделаг            | фюльке    |
| NO-18  | Нурланн                  | фюльке    |
| NO-05  | Оппланн                  | фюльке    |
| NO-03  | Осло                     | фюльке    |
| NO-11  | Ругаланн                 | фюльке    |
| NO-21  | Шпицберген               | архипелаг |
| NO-14  | Согн-ог-Фьюране          | фюльке    |
| NO-16  | Сёр-Трёнделаг            | фюльке    |
| NO-08  | Телемарк                 | фюльке    |
| NO-19  | Тромс                    | фюльке    |
| NO-20  | Финнмарк                 | фюльке    |
| NO-04  | Хедмарк                  | фюльке    |
| NO-12  | Хордаланн                | фюльке    |
| NO-01  | Эстфолл                  | фюльке    |
| NO-09  | Эуст-Агдер               | фюльке    |
| NO-22  | Ян-Майен                 | остров    |

Геокоды Шпицбергена и Ян-Майена по стандарту ISO 3166-1.
| Административно-территориальная единица                             | Геокод по 3166-2 | Геокод по 3166-1 |
| ------------------------------------------------------------------- | ---------------- | ---------------- |
| Шпицберген и Ян-Майен (Шпицберген) Шпицберген и Ян-Майен (Ян-Майен) | NO-21 NO-22      | SJ               |

## Геокоды пограничных Норвегии государств
- Швеция — ISO 3166-2:SE (на востоке),
- Финляндия — ISO 3166-2:FI (на северо-востоке),
- Россия — ISO 3166-2:RU (на северо-востоке).